# Élie Marty
Élie Marty, né le 18 juillet 1930 à Saint-Cyprien et mort le 22 novembre 2003, est un homme politique français.

## Biographie
Il fait partie des députés ayant déposé une proposition de loi visant à rétablir la peine de mort à la suite de l'affaire Paulin (assassinat de plusieurs personnes âgées).
Il eut pour assistant parlementaire Frank Cecconi.

## Mandats électifs
- Député de la Dordogne (1986-1988)[3].
- Maire de Saint-Aubin-de-Cadelech (1977-1995)[3]
- Conseiller général du canton d'Eymet (1982-1988)[3]